# Liste der Marskrater/Q
| Name      | Benannt nach                                               | Lage                | Mittlerer Durchmesser (km) | Name gültig seit |
| --------- | ---------------------------------------------------------- | ------------------- | -------------------------- | ---------------- |
| Qibā      | Qiba, Ort in Saudi-Arabien                                 | 17,13° N, 103,09° O | 4,08                       | 1988             |
| Quenisset | Ferdinand J. Quénisset (1872–1951), französischer Astronom | 34,27° N, 40,67° O  | 136,66                     | 1973             |
| Quick     | Quick, Stadt in British Columbia, Kanada                   | 18,19° N, 49,25° W  | 13,31                      | 1976             |
| Quines    | Quines, Ort in Argentinien                                 | 41,86° S, 89,25° O  | 10,75                      | 1991             |
| Quorn     | Quorn, Kleinstadt in South Australia, Australien           | 5,56° S, 33,62° W   | 6,33                       | 1976             |